# Hannah Wilkinson
Hannah Lilian Wilkinson (* 28. Mai 1992 in Whangārei) ist eine neuseeländische ehemalige Fußballnationalspielerin.

## Karriere

### Vereine
Wilkinson begann ihre Karriere bei North Force, aus deren Jugendmannschaft sie 2010 in die erste Mannschaft berufen wurde. Im Frühjahr 2011 verließ sie dann North Force und wechselte zu den Glenfield Rovers. Ab 2012 spielte sie für die Tennessee Volunteers, der University of Tennessee. Nachdem sie in den ersten drei Jahren in 49 Spielen 22 Tore erzielte, verpasste sie aufgrund einer Verletzung die komplette Saison 2015. Nach drei Spielzeiten und dem Abschluss an der University of Tennessee, wechselte sie im März 2017 nach Schweden zu Vittsjö GIK. In ihrer ersten Saison in der Damallsvenskan vermied sie mit ihrem Verein als Drittletzte knapp den Abstieg in die Elitettan. 2018 hatte Vittsjö als Viertletzter zwei Punkte Vorsprung auf einen Abstiegsplatz. Im Juli 2019 erhielt sie einen Vertrag bei Sporting Lissabon. Aufgrund der COVID-19-Pandemie musste sie nach 20 Spielen, in denen sie 16 Tore erzielte, ihren Vertrag vorzeitig beenden. Ab Juli 2020 spielte sie in der Damallsvenskan für Djurgården Damfotboll. Im Januar 2021 wechselte Wilkinson zum MSV Duisburg. Dies gab der Verein auf Twitter bekannt. Nach zehn Punktspielen in der Bundesliga, in denen sie drei Tore erzielte, verließ sie den Verein. Zur Saison 2021/22 wurde sie  vom australischen Erstligisten Melbourne City FC verpflichtet, für den sie am 3. Dezember 2021 (1. Spieltag) beim 1:0-Sieg im Auswärtsspiel gegen Canberra United debütierte. Am 2. Weihnachtsfeiertag gelangen ihr beim 5:1-Sieg im Auswärtsspiel gegen Melbourne Victory alle fünf Tore.

### Nationalmannschaft
Wilkinson ist seit 2010 U-20 Nationalspielerin und gab ihr Debüt im Januar. Sie wurde mit 5 Toren in 3 Spielen für die U-20 erstmals von John Herdman für die A-Nationalmannschaft berufen. Wilkinson feierte ihren Einstand im Freundschaftsspiel gegen Australien am 17. Februar 2010. Im Juli 2010 wurde sie dann für die U-20-Fußball-Weltmeisterschaft der Frauen 2010 in Deutschland nominiert, wo Wilkinson jedoch mit Neuseeland in der Vorrunde ausschied. Ihr erstes Länderspiel für die A-Nationalmannschaft machte sie am 17. Februar 2010 mit 17 Jahren beim 0:3 gegen Australien, wobei sie direkt in der Startelf stand. In den folgenden fünf Spielen wurde sie dann jeweils eingewechselt. Im ersten Spiel der Fußball-Ozeanienmeisterschaft der Frauen 2010 stand sie dann gegen Vanuatu wieder in der Startelf und erzielte vier Tore beim 14:0-Sieg. Insgesamt erzielte sie sieben Tore und war damit zusammen mit ihrer Mitspielerin Sarah Gregorius zweitbeste Torschützin hinter ihrer Mitspielerin Amber Hearn, die zwölf Tore erzielte. Durch einen 11:0-Rekordsieg im Finale gegen Papua-Neuguinea wurden die Neuseeländerinnen nicht nur Ozeanienmeister, sondern qualifizierten sich auch für die Fußball-Weltmeisterschaft der Frauen 2011.
Im darauffolgenden Sommer wurde sie für die WM in Deutschland nominiert, wo Wilkinson im letzten Vorrundenspiel am 5. Juli 2011 in der 92. Minute verletzungsbedingt behandelt werden musste und kurz nach ihrer Rückkehr den 2:2-Endstand in der 94. Minute gegen Mexiko erzielte. Dieses Unentschieden bescherte den Ferns den ersten Punkt bei einer Frauen-Fußball-WM. 2012 nahm sie an den Olympischen Spielen in London teil und hatte vier Einsätze. Die Neuseeländerinnen gewannen dabei erstmals ein Spiel bei einem großen interkontinentalen Fußballturnier (3:1 gegen Kamerun) und erreichten als einer der beiden besten Gruppendritten das Viertelfinale. Dieses verloren sie aber mit 0:2 gegen den späteren Goldmedaillengewinner USA. Bei der Fußball-Ozeanienmeisterschaft der Frauen 2014 kam sie nicht zum Einsatz, wurde aber für die WM 2015 berücksichtigt. Dabei gelang ihr im letzten Gruppenspiel gegen China mit ihrem zweiten WM-Tor der 2:2-Ausgleichstreffer. Als Gruppenletzte schieden die Neuseeländerinnen aber erneut aus. Mit nun zwei WM-Toren ist sie aber beste WM-Torschützin der Neuseeländerinnen. Im Juli 2016 wurde sie in das Aufgebot für die Olympischen Spiele 2016 aufgenommen. Bei den Spielen wurde sie in den drei Gruppenspielen eingesetzt, nach denen die Neuseeländerinnen als schlechteste Gruppendritte ausschieden. Kurz vor der Ozeanienmeisterschaft 2018 zog sie sich im Pokalspiel mit Vittsjö einen Kreuzbandriss zu, so dass sie für die Meisterschaft nicht nominiert werden konnte. Für die WM 2019 wurde sie dann aber nominiert. Am 17. Mai 2019 kam sie bei der 0:5-Niederlage gegen die USA wieder zum Einsatz. Bei der WM wurde sie aber nur zweimal zu kurzen Einsätzen eingewechselt und konnte die Niederlagen auch nicht verhindern. Mit drei Niederlagen schieden die Neuseeländerinnen nach der Gruppenphase aus.
Bei der WM 2023 erzielte Hannah Wilkinson im Eröffnungsspiel den Siegtreffer zum überraschenden 1:0 der Neuseeländerinnen gegen Norwegen. Vor heimischem Publikum mit über 40.000 Zuschauern war dies der erste neuseeländische Sieg bei einer WM. Sie kam in jedem der drei Spiele ihres Teams zum Einsatz und schied mit ihrer Mannschaft nach der Vorrunde aus.
Im Oktober 2024 gab sie ihr Karriereende bekannt.

## Erfolge
- Ozeanienmeister 2010